# Тит Хений Север
Вижте пояснителната страница за други личности с името Тит Хений Север.
Тит Хений Север (на латински: Titus Hoenius Severus) е политик и сенатор на Римската империя през 2 век.
Север произлиза от Умбрия, вероятно от Fanum Fortunae (днес Фано). През 141 г. той е консул заедно с Марк Педуцей Стлога Присцин. 
Неговият син Тит Хений Север e суфектконсул през 170 г.